# Jódetán
A jódetán (vagy etil-jodid) egy halogénezett szénhidrogén, az etán jódtartalmú származéka. Színtelen, jellegzetes szagú folyadék. Vízben csak kis mértékben oldódik, de jól oldja az alkohol és az éter.

## Kémiai tulajdonságai
Állás közben lassan bomlik, megbarnul. A bomlás fény hatására gyorsabban megy végbe. A barna színt a kiváló jód okozza. Ha meggyújtják, elég. Gyúlékony vegyület.

## Előállítása
Etanolból állítható elő vörösfoszforral és jóddal, illetve az ezekből képződő foszfor-trijodiddal. 
{\displaystyle \mathrm {3\ C_{2}H_{5}OH+PI_{3}\rightarrow 3\ C_{2}H_{5}I+H_{3}PO_{3}} }
Az etanolhoz először kevés vörösfoszfort adnak, majd kisebb részletekben porrá zúzott jódot. A képződő oldatot másnap ledesztillálják. Ekkor egy sárga színű folyadék képződik, amit nátrium-hidrogén-szulfit oldattal mosnak. A folyadék ettől színtelenné válik. A keletkezett színtelen folyadékot kalcium-kloriddal szárítják, majd ismét desztillálják.

## Felhasználása
A jódetánt etilezőszerként alkalmazzák szintézisekkor. Erre a célra azért alkalmas, mert a forráspontja nem nagyon alacsony és a reakciókészsége nagy.